# Shirō Emiya
(Shirō Emiya, Fate/stay night)
Shirō Emiya (衛宮 士郎?, Emiya Shirō) è un personaggio immaginario, protagonista e narratore della visual novel giapponese Fate/stay night. Nei doppiaggi originali è interpretato da Noriaki Sugiyama e da Junko Noda da bambino. Nell'adattamento italiano il suo ruolo è stato affidato a Federico Viola.

## Creazione e sviluppo
Nel prototipo della route Fate di Fate/stay night, scritto nel tempo libero durante le superiori, Kinoko Nasu aveva immaginato come protagonista una ragazza con gli occhiali di nome Ayaka Sajō (沙条 綾 香?, Sajō Ayaka) e Saber come un uomo. Takashi Takeuchi convinse l'autore a scambiare i sessi, poiché credeva che una ragazza come protagonista non sarebbe stata adatta al target pensato per il videogioco. Per scrivere il personaggio di Shirō, Nasu si è basato sui romanzi scritti dopo gli anni '90, in cui i protagonisti soffrono cercando di venire a patti con i loro problemi nelle loro ristrette prospettive.

## Il personaggio

### Periodo precedente alla quinta Guerra
Nel 1994, dieci anni prima degli eventi di Fate/stay night, Shirō era un bambino normale che viveva con i suoi genitori a Shinto, nella città di Fuyuki. Il grande incendio causato dalla fuoriuscita del contenuto del Santo Graal durante la quarta Guerra del Santo Graal, però, uccise entrambi i suoi genitori e lo ferì mortalmente. Fu salvato da Kiritsugu Emiya, abbattuto per aver causato l'incendio e desideroso di salvare almeno una persona, inserendo Avalon nel suo corpo. Successivamente, in ospedale, gli chiese se volesse diventare suo figlio adottivo, rivelando la sua identità di mago. Il ragazzo accettò e trascorse gli anni chiedendo al padre di addestrarlo nelle arti magiche, non riuscendo però a convincerlo. Alla fine, però, Kiritsugu accettò, sebbene ancora riluttante, consigliando a Shirō di praticarle in segreto, così da poter aiutare le persone senza attirare sospetti. Le conoscenze impartitegli erano molto semplici ed incomplete, e lo portavano su un sentiero pericoloso e con pochi risultati. Inoltre, Kiritsugu trasmise al figlio il suo voler essere un paladino della giustizia (正義の味方?, seigi no mikata), capace di salvare chiunque si trovasse in difficoltà.
Cinque anni prima della quinta Guerra del Santo Graal, Kiritsugu, sempre più indebolito a causa dell'effetto della melma del Santo Graal, morì, lasciando Shirō frustrato, depresso e solo. Successivamente venne visitato da Taiga Fujimura, la sua insegnante di inglese al liceo, e le sue spese di vitto e alloggio furono prese in carico da suo nonno, Raiga Fujimura. Frequentò una scuola media dove incontrò Shinji Matō, verso l'ottobre del secondo anno, quando dovette rifare l'insegna del festival culturale secondo il design degli studenti del terzo anno in una sola sera. Shinji, che lo supervisionò, gli disse «Hmm ... sei un idiota, ma in realtà fai un buon lavoro» e si mise a ridere.
Dopo aver iniziato a frequentare il liceo Homurahara, incontrò Issei Ryūdō e si fece subito riconoscere per la sua disponibilità per aiutare gli altri, come riparare l'attrezzatura scolastica. Poi si unì al club di tiro con l'arco, perdendo progressivamente di vista il suo amico Shinji. Nel periodo in cui fu iscritto al club, mancò il bersaglio una sola volta, prevedendolo ancora prima di scoccare la freccia. Si ritirò durante l'estate del primo anno a causa di una frattura ossea alla spalla destra, procuratasi durante il suo lavoro part-time, che gli lasciò il segno della bruciatura sulla pelle. La ferita in sé non era grave, ma Shinji fece notare che era brutto che qualcuno con una bruciatura sulla spalla tirasse con l'arco, per cui Shirō lasciò il club, ancora occupato con il suo lavoro part-time. La loro relazione alla fine si stabilizzò, ma rimaneva ancora una certa tensione, specialmente per gli abusi di Shinji sulla sua sorella minore, Sakura. Shirō si avvicinò a lei quando quest'ultima iniziò a visitarlo, durante il periodo di guarigione, per aiutarlo nelle faccende domestiche. Anche dopo essere guarito, Shirō ha continuato a ricevere ogni giorno le visite da parte della ragazza.

### Quinta Guerra del Santo Graal
Shirō scopre l'esistenza della guerra e diviene un master durante la notte del terzo giorno della quinta guerra, il 31 gennaio 2004. 
Quella sera, dopo aver pulito il dojo del club di tiro con l'arco della sua scuola, Shirō scopre che due Servant, Archer e Lancer, stanno combattendo nel cortile della scuola. Per preservare la segretezza della guerra, Lancer interrompe il combattimento per inseguire il ragazzo e trafigge il suo cuore con la sua lancia. Una compagna di scuola di Shirō, Rin Tōsaka, lo trova sanguinante e prossimo alla morte nel corridoio dell'istituto, ma riesce a salvargli la vita grazie ad un cimelio di famiglia, al cui interno è contenuta una grande quantità di forza magica. Scosso e frastornato, Shirō ritorna a casa, ma Lancer irrompe nella sua abitazione e lo attacca di nuovo. Messo alle strette, riesce ad entrare nel magazzino esterno e si prepara ad un nuovo attacco mortale di Lancer, ma, prima che il Servant riesca a colpirlo, appare una giovane ragazza dai capelli biondi in armatura impugnante una spada invisibile, e dopo un breve scontro caccia il nemico e si presenta a Shirō come il Servant di classe Saber.
Quella stessa notte, Shirō viene accompagnato da Rin Tōsaka al cospetto di tale padre Kotomine Kirei, un misterioso prete che lo mette a conoscenza della realtà a proposito della Guerra del Santo Graal, una sorta di antico rituale in cui sette maghi si combattono ferocemente fra di loro, in cui il premio finale è per l'appunto la leggendaria reliquia, in grado di esaudire qualunque desiderio del mago che ne entra in possesso. Il ragazzo inizialmente è titubante ma decide comunque di prendere parte al conflitto, ma non per ottenere la vittoria, ma solo per proteggere coloro a cui vuole bene, per evitare che altri subiscano le sofferenze toccate a lui, in quanto impara presto che la devastazione subita dalla sua città anni prima fu causata dalla fine della scorsa guerra. A quel punto il prete annunucia con solennità l'inizio effettivo della quinta Guerra del Santo Graal di Fuyuki.

#### RouteFate
Nello scenario Fate il rapporto fra lui e Saber all'inizio è abbastanza difficile, ma con l'andare del tempo fra i due nasce un sentimento che sfocerà poi nell'amore, al punto che Shirō desidererà per un momento di ottenere il Santo Graal per dare una nuova vita a Saber ed averla sempre accanto a sé. Sempre in questo scenario il ragazzo ricaricherà il mana a Saber, esauritosi a causa dell'evocazione incompleta, avendo un rapporto sessuale con lei come suggeritogli da Rin. Il loro amore raggiungerà l'apice prima della battaglia finale contro Gilgamesh quando i due faranno l'amore di propria spontanea volontà a casa di Shirō. I suoi ideali incrollabili, eredità del padre adottivo, in futuro lo porteranno a stipulare un contratto con il mondo per poter così proteggere più persone possibili facendolo diventare l'Archer della quinta Guerra. La sua abilità di proiezione cresce con il passare del tempo e riesce a ricreare prima una copia di Caliburn, la spada nella roccia, con cui insieme a Saber eliminerà Berserker e poi anche una copia di Avalon con cui i due si difendono dal primo attacco di Gilgamesh. Però alla fine anche il ragazzo capisce che l'amore tra lui e Saber è destinato a non potersi coronare perché le loro due esistenze appartengono a tempi differenti ma ambedue prima di lasciarsi hanno imparato che era inutile voler cambiare il passato quando si era fatto il massimo per renderlo il migliore possibile.
Nella versione per PlayStation 2 del videogioco, Réalta Nua, è presente un finale aggiuntivo in cui Shirō si risveglia su ad Avalon e viene accolto da Saber, trascorrendo l'eternità insieme a lei.

#### RouteUnlimited Blade Works
Nello scenario Unlimited Blade Works il suo rapporto con Saber è molto meno intimo a favore di quello con Rin che lo tratterà in modo più aperto ed affettuoso non facendogli mancare il proprio supporto nei momenti peggiori. Ad un certo punto gli incantesimi di comando gli viene sottratti da Caster con il Rule Breaker e dopo la sconfitta di quest'ultima Saber si trova costretta a diventare la Servant di Rin stringendo un nuovo patto. Il suo amore per Rin, ricambiato, si rafforza grazie alle lotte che i due affrontano insieme. I due arrivano anche a fare l'amore, in modo che Rin possa passare parte del suo circuito magico a Shirō e rifornirlo della forza magica necessaria per lo scontro finale con Gilgamesh che va avvicinandosi. Archer, che si era liberato dal controllo di Rin, attacca Shirō per potersi liberare dal peso delle sue scelte errate del passato così che uccidendo il se stesso da giovane non avrebbe fatto quella fine. Shirō però riesce a convincerlo che la strada da lui scelta, ovunque lo porterà, è quella fatta con il cuore e quindi quella giusta facendolo rinunciare allo scontro. Nel successivo scontro con Gilgamesh il prestito di forza magica di Rin gli consentirà di creare una propria versione dell'Unlimited Blade Works, lo spazio di singolarità con cui sconfiggerà il re degli eroi. Verrà salvato dal ritorno di Gilgamesh da Archer, ormai sicuro che il rapporto con Rin lo possa fare diventare una persona migliore di quella che è lui. Nel True Ending, dopo che Saber ha distrutto il Sacro Graal, Shirō deciderà di accettare la proposta di Rin e seguirla all'Associazione dei Maghi dove diventerà il suo apprendista.

#### RouteHeaven's Feel
Nel terzo scenario, Heaven's Feel, avrà il duro compito di scontrarsi con Zōken che è in grado di controllare le persone tramite dei vermi. Qui è Sakura la sua compagna principale perché ben presto Saber verrà sconfitta e consumata da una strana ombra che la trasformerà in Saber Alter. Sakura è profondamente innamorata di lui e decide che la sua Servant Rider dovrà proteggerlo ad ogni costo. Sakura intanto è andata a vivere con lui assieme a Rider e la ragazza non riesce a resistere al continuo impulso di fare suo Shirō e i due ragazzi copulano diverse volte. Durante uno scontro con Zōken, nel tentativo di salvare Ilya perderà il braccio sinistro che Archer, morente, si offrirà di rimpiazzare col suo, dicendogli però di utilizzarlo attentamente perché un uso eccessivo avrebbe potuto ucciderlo. Dopo aver scoperto che Sakura è una delle chiavi per ottenere il Sacro Graal decide di rinnegare i propri ideali e per salvare la ragazza che ama è deciso anche a sacrificare il mondo intero. Rider accorre in suo soccorso quando una Sakura impazzita ed irriconoscibile lo attacca e così i due stringono un'alleanza per salvare la ragazza. Grazie al braccio di Archer le sue abilità con il Trace-On sono eccezionali e riesce a ricreare sia il Nine Lives di Berserker che la Jeweled Sword Zelretch. Durante lo scontro con Saber Alter crea il Rho Aias e con l'aiuto di Rider riesce ad eliminarla tramite il pugnale di Azoth, liberandola da questa esistenza maledetta. Shirō così riesce ad avvicinarsi a Sakura e la libera dal legame con il Sacro Graal ricreando il Rule Breaker. Nel "True Ending" dopo aver sconfitto Zōken è pronto a sacrificarsi distruggendo il Sacro Graal ma Ilya lo salva tramite l'incantesimo Heaven's Feel ed è lei a distruggerlo in nome della vera giustizia che Zōken non aveva mai conosciuto. Il Normal Ending di questo scenario è l'unico dove Shirō perde la vita distruggendo il Sacro Graal.

### Fate/hollow ataraxia
In Fate/hollow ataraxia, Shirō e Saber vincono la quinta Guerra distruggendo il Santo Graal e trascorrono pacificamente le loro giornate in compagnia degli altri Master e Servant. Sei mesi dopo, la pace viene spezzata quando la Guerra viene riavviata, nonostante il Santo Graal Maggiore sia stato distrutto. Shirou allora decide di pattugliare la città con Saber per scoprire cosa abbia causato il riavvio della Guerra e presto scopre che tutti sono bloccati in un loop temporale della durata di quattro giorni, per cui decide di porre fine al problema. Nel frattempo, quando esce di casa durante la quarta notte, continua ad incontrare una misteriosa ragazza dai capelli argentei, ma non è mai in grado di interagire con lei poiché viene sempre rapidamente ucciso da un'orda di ombre simili a bestie, ritornando così al primo giorno del ciclo. Inoltre, lui e Saber incontrano una nuova Master ed un nuovo Servant: Bazett Fraga McRemitz ed il misterioso Avenger, che partecipano ad una Guerra non riconosciuta dagli altri. Sfortunatamente, Shirou e Saber vengono uccisi durante questo incontro, ritornando nuovamente al primo giorno.
Rin torna a Fuyuki da Londra e Shirou scopre da lei che sia il loop temporale che la ripresa della Guerra potrebbero essere il risultato del desiderio di qualcuno esaudito dal Santo Graal. Più tardi, sul retro del tempio Ryudou, Shirou incontra nuovamente la ragazza dai capelli argentei, che si presenta a lui come Caren Ortensia e dice di conoscerlo già. Tuttavia, come le volte precedenti, vengono attaccati da un'orda di ombre, ma i due si uniscono e riescono a sconfiggerle. Prima che si resetti il ciclo, Caren informa Shirou che da quel momento in poi potranno incontrarsi nella chiesa di Fuyuki per discutere degli avvenimenti che si stanno verificando in città. Il ragazzo si dirige quindi al luogo stabilito e la giovane gli rivela nuovi elementi riguardanti il loop temporale e la ripresa della Guerra. Inoltre gli rivela che gli eventi che si verificano nel ciclo sono artificiali, ma che tutte le persone sono reali, tranne una. Infine, racconta di essere stata inviata per investigare sul Santo Graal e sulla ripresa dell'Heaven's Feel, e che solo Shirou, in quanto vincitore della Guerra precedente, ha il potere di fermarlo, poiché essendo una rievocazione della quinta Guerra del Santo Graal, deve risultare con la sua vittoria. Shirou lascia quindi la chiesa, con il consiglio di Caren di domandare a Rin di Londra.
Il ragazzo interroga quindi Rin sulla sua esperienza oltreoceano e scopre da lei dell'esistenza di due tenute costruite durante la terza Guerra del Santo Graal come rifugio separato delle sorelle Edelfelt. La ragazza gli racconta di aver scoperto in una delle due tenute la scena del crimine in cui è avvenuta l'uccisione del Master originale di Lancer. Spinto da questa informazione, Shirou si reca in quel luogo per accertarsi se sia davvero il nascondiglio di Bazett, ma trova il posto completamente vuoto, tranne che per uno degli orecchini di Lancer. Portandolo con sé, si reca al porto per ottenere un aiuto dal Servant, usando l'orecchino per convincerlo. Il Servant si decide ad aiutarlo e i due si incontrano nel cortile di fronte alla chiesa prima di mezzanotte, dove trovano ad aspettarti anche Bazett e Avenger. Lancer e Bazett si affrontano brutalmente e, come risultato, vengono entrambi feriti mortalmente a causa delle loro Armi Nobili. Con la morte della ragazza, Shirou si convince di aver portato a termine il ciclo, ma è sorpreso che Avenger continui ad esistere anche dopo la morte della sua Master. Appare nuovamente l'orda di ombre, che questa volta però si focalizza sul Servant. Prima di diventare uno di loro, Avenger implora Shirou di parlare con la Coppa del Cielo, distruggendo il vero sé prima che la sua trasformazione sia completa.
Comprendendo le parole di Avenger, Shirou si reca quindi da Illyasviel per ottenere delle risposte. La ragazza gli rivela che il Santo Graal che ha riprodotto la Guerra è una vera macchina che esaudisce i desideri, a confronto con il Santo Graal degli Einzbern. Inoltre gli racconta che il Santo Graal in realtà è Avenger e si trova sulla Luna, e che in realtà Shirou è Avenger stesso. Conoscendo la sua vera identità, Shirou torna ad essere Avenger e, con Caren, sale al Graal per terminare una volta per tutte il loop temporale. Fuori dal ciclo, il vero Shirou invece è costretto a permettere a Bazett di restare per un po' in casa sua.

## Carattere e personalità
A causa del trauma sofferto durante il grande incendio di Fuyuki, Shirou soffre di un costante vuoto nella sua personalità e di una tremenda sindrome del sopravvissuto. Sente che, in quanto unico sopravvissuto, sia ingiusto nei confronti dei morti dare priorità ai propri bisogni prima di quelli degli altri. Possiede un senso distorto dei valori e trova autostima solo nell'aiutare le persone senza alcun compenso, sostenendo che l'atto stesso di aiutarle sia la ricompensa. Per lui è altamente ingiusto che alcune persone sopravvivano ed altre no, per cui quando deve ricevere ferite o perdere la sua vita per salvarne un'altra, lo fa senza pensarci due volte. Tutti coloro che notano questo suo lato spesso sono preoccupate per lui e tentano di correggerlo, senza però riuscirci. Kiritsugu parlava spesso di quanto si fosse sforzato per proteggere gli innocenti dai pericoli del mondo, anche a costo della propria umanità, e di quanto fosse rattristato dal fatto che, ogni volta in cui era in grado di salvare una persona, un'altra era destinata a morire. Nonostante Kiritsugu fosse tormentato dalla sua incapacità di salvare tutti, Shirou ha sempre ammirato i suoi sforzi. Appena prima della morte del padre, Shirou giurò di diventare un paladino della giustizia al suo posto, sforzandosi di proteggere tutti a costo della sua stessa vita. Ciò che è diventato finora è il risultato di quello stesso impegno.
Shirou porta il suo ideale al limite nella route Fate, in cui tenta costantemente di proteggere Saber evitando di farla combattere contro altri Servant, nonostante lei sia decisamente più forte di lui e le irrimediabilmente scarse probabilità di sopravvivenza contro esseri più potenti di lui. Questo perché lui non sopporta che qualcun altro si ferisca al posto suo per proteggerlo. Non rinuncia mai ai suoi ideali e durante il corso della storia si ferisce numerose volte per mantenerli. Nella route Unlimited Blade Works Shirou, attraverso continue discussioni con Archer, inizia a scorgere l'ipocrisia nei suoi ideali. Sebbene si rifiuti di abbandonarli, cerca una via di mezzo in cui cercherà di realizzarli ben sapendo che ciò è impossibile. Ma il suo più grande dilemma lo affronta in Heaven's Feel, in cui è costretto a decidere se mantenere i suoi ideali o abbandonarli per proteggere la vita di Sakura. Alla fine li abbandona, tranne nel bad end "Mente d'acciaio", in cui diventa risoluto come il Kiritsugu di un tempo, permettendo la morte di Sakura per un bene più grande. In questa route combatte solo per proteggerla, nonostante abbia spesso dei conflitti interiori.
Shiro è estremamente testardo quando decide di realizzare qualcosa, come passare ore a tentare di saltare un'asticella più in alto di lui. Viene visto compiere quest'azione sia da Rin che da Sakura, diventando uno dei fattori iniziali che indurrà entrambe a provare dei sentimenti nei suoi confronti. Difende ostentatamente i propri punti di vista, non importa quanto possano sembrare sbagliati agli altri, al punto da causare loro grandi angosce. Sebbene faccia del suo meglio per aiutare gli altri, se sente che una persona ha causato la sua stessa rovina, invece di aiutarla resta semplicemente a guardare.

### Relazioni amorose
In Fate/stay night, l'interesse amoroso di Shirō varia da Saber a Rin a Sakura a seconda della route. Tuttavia, indipendentemente dal percorso, all'inizio mostra di essere attratto da Saber dopo la sua convocazione. In Fate accetta pienamente i suoi sentimenti per Saber e desidera stare con lei, ma nonostante venga ricambiato, ciò è impossibile dopo la fine della Guerra. In Unlimited Blade Works inizia a provare dei sentimenti per Rin durante la loro alleanza, e con il proseguire della storia viene ricambiato. In Heaven's Feel i suoi sentimenti per Sakura diventano il punto focale della trama. Realizza quanto la ragazza diventi sempre più bella e inizia a provare qualcosa per lei prima ancora che inizi la Guerra del Santo Graal, alterando drasticamente gli eventi successivi, che lo porteranno ad abbandonare i suoi ideali pur di proteggerla.

### Abilità e poteri

#### Addestramento
Shirou è un mago addestrato da Emiya Kiritsugu e non segue i modi di fare dei maghi formali. Essendo stato adottato dalla famiglia Emiya, non ha avuto modo di ereditare l'emblema magico di Kiritsugu e gli manca dunque quel talento innato prodotto da generazioni di maghi che hanno cercato di sviluppare gli emblemi migliori. Ha ricevuto un addestramento informale, poiché suo padre originariamente non aveva alcuna intenzione di insegnargli i fondamenti delle arti magiche, per cui possiede solo scarse conoscenze. La sua Origine e la sua affinità elementale sono "Spade", avendo posseduto Avalon all'interno del suo corpo per molto tempo. Ciò gli rende impossibile usare con precisione magie dei cinque elementi a causa della mancanza di allineamento, ma gli consente di manifestare l'Unlimited Blade Works di utilizzare la magia di rafforzamento e l'incantesimo di proiezione.
Anche addestrandosi duramente e seguendo Rin a Londra nell'Associazione dei Maghi, Shirou non lascerà mai il suo livello di mago apprendista, ma potrà essere considerato come uno dei più grandi specialisti nel lancio di incantesimi. In una scala da 1 a 100, Rin avrebbe un punteggio dal 70 al 100, mentre Shirou avrebbe solo 10 punti, 40 in condizioni particolari.

#### Arti magiche
Shirou è un mago non ortodosso che fa uso di una versione specializzata dell'arte magica di proiezione. Inizialmente è inetto come mago, capace solo di utilizzare le magie di rafforzamento e proiezione con un basso tasso di successo. Il rafforzamento gli consente di analizzare la composizione strutturale di un oggetto e aumentane l'efficacia, come ad esempio renderlo più resistente nel caso di un bastone o renderlo più brillante nel caso di una lampadina, o riportarlo al suo stato originale. Può anche utilizzarla per migliorare le capacità fisiche del suo corpo come la vista, permettendogli di vedere fino a quattro chilometri di distanza. È molto bravo anche nella magia di assimilazione strutturale, che gli consente di comprendere la struttura e il design degli oggetti come se stesse osservando un progetto, ma non è da confondere con un tipo di Occhi Mistici. La proiezione invece, nonostante sia un'arte magica di alto livello, viene considerata inutile se comparata alla magia di rafforzamento a causa dell'elevato dispendio di forza magica, e qualsiasi cosa inizialmente proiettata da Shirou è inutile e vuota. Nonostante gli oggetti proiettati imitino unicamente la forma di quelli veri, sono poche le persone capaci di identificarli come falsi ad una prima occhiata. Qualsiasi praticante che ne analizzasse la composizione non sarebbe in grado di vedere loro attraverso, ed anche lavorando attraverso medium spirituali si noterebbe solo un senso di incongruenza. Dato che solo gli oggetti con una storia alle loro spalle entrano al dipartimento di invocazione spirituale della Torre dell'Orologio, la probabilità che le proiezioni di Shirou vengano scoperte è molto bassa.
Shirou è in grado di utilizzare una versione migliorata dell'arte magica di proiezione, che gli permette di copiare tutto ciò che riguarda la creazione e l'esistenza dell'oggetto copiato. Durante lo scenario Fate, lo impara lentamente da solo, allenandosi con Rin e seguendo il consiglio di Archer: «Se non riesci a sconfiggerlo, immagina qualcosa che possa farlo», mentre in Unlimited Blade Works lo impara entrando spesso in contatto con quest'ultimo. È in grado di riprodurre efficacemente spade, altre armi e armature, e anche armi leggendarie molto fedelmente. Tuttavia, queste armi sono sempre soggette ad una certa degradazione, dato che un umano non può concettualizzare l'esistenza di un oggetto attraverso l'uso di un solo senso. Riesce a riprodurre qualsiasi arma abbia visto, anche se le Armi Nobili sono sempre di un grado inferiori rispetto agli originali, compresa la sua storia, impugnandola con la stessa abilità del suo possessore originale. Per fare ciò non basta conoscerne il modello, ma deve vedere il prodotto finale con i suoi stessi occhi: ad esempio, riesce a riprodurre Caliburn e la spada di gemma di Zelretch solo dopo averle viste nei ricordi di Saber e Justeaze. Tuttavia, nel caso in cui l'arma non sia composta da materiali esistenti nel mondo, come Ea di Gilgamesh, non può essere né analizzata e, quindi, nemmeno riprodotta, sebbene si possa definire la sua natura di base. Se si impegna, è anche abbastanza in grado di produrre delle armi originali.

#### Proiezione
Nella route Unlimited Blade Works, nonostante apprenda il vero uso dell'arte magica di proiezione, gli manca un allenamento adeguato, per cui anche le proiezioni più elementari gli causano dolore e la maggior parte di esse si rompe dopo un solo impatto a causa della loro scarsa qualità. Riesce a proiettare le spade di Archer, ma sono imperfette poiché inizialmente non sa che provengono dal suo spazio di singolarità, e anche dopo averlo capito non possiede la forza magica necessaria per utilizzarlo. Per questo motivo, prima dello scontro contro Gilgamesh, Shirou forma un contratto con Rin per rifornirsi di forza magica, così da poter formare lo spazio di singolarità e proiettare alcune armi dal Gate of Babylon.

#### Il braccio sinistro di Archer
Nella route Heaven's Feel Shirou non sviluppa le sue abilità come nelle due precedenti. Utilizza la sua magia di rafforzamento su un bastone e su una spada di legno durante la prima parte della storia, senza mai utilizzare la proiezione. Durante il primo conflitto nella foresta degli Einzbern perde il braccio sinistro mentre tenta di proteggere Illyasviel dall'espansione dell'Ombra. La sua ferita è critica, per cui Archer, sacrificatosi per salvarli, dice alla ragazza e a Rin di trapiantare il suo braccio sinistro su Shirou. Attaccare un corpo spirituale ad un normale corpo umano richiede un medico spirituale come Kotomine Kirei, perché il processo è più simile alla guarigione dell'anima piuttosto che del corpo.
Kotomine riesce a trapiantare con successo il braccio di Archer (アーチャーの腕, Āchā no ude?) per sostituire quello perduto di Shirou. È una "sostanza estranea" che non dovrebbe trovarsi lì, attaccata opponendosi alla naturale Provvidenza: unire due corpi spirituali è una magia proibita che normalmente non potrebbe avere successo. La formazione di corpi spirituali si occupa di risurrezione e ripristino delle anime, dei misteri divini che non possono essere gestiti con le normali arti magiche, per cui il recipiente normalmente morirebbe di shock anche se l'operazione avesse successo. Kotomine si aspettava infatti che al compimento dell'operazione Shirou morisse, ma Archer e Shirou, essendo la stessa persona, sono di fatto un'eccezione alla regola. Kirei, non conoscendo il collegamento tra i due, afferma che sono adatti l'uno per l'altro e nemmeno due gemelli sarebbero così simili.
Se Archer fosse svanito durante l'operazione, sarebbe scomparso anche il suo braccio, ma ora è attaccato a Shirou ed è a tutti gli effetti un suo arto. Essendo stato trapiantato mentre Archer era ancora in vita, il braccio è ancora parte di uno Spirito Eroico connesso ai suoi circuiti magici e rimane nel mondo utilizzando la sua forza magica. Mentre Shirou è incosciente, riceve dal braccio alcune conoscenze di Archer, le basi dell'arte magica di proiezione, le sue esperienze di battaglia e alcune informazioni di battaglia. Shirou sente come se il suo corpo stesse bruciando, mentre innumerevoli formiche entrano nel buco nella sua spalla, ora sigillato con carne che non è sua. Nonostante senta di dover gestire queste nuove abilità, il livello di conoscenza e di potenza richieste gli sembra impossibile: anche se il braccio dovesse familiarizzare con il corpo di Shirou, il ragazzo non avrebbe comunque le capacità per gestirlo o il potere di usarlo senza autodistruggersi.
Nonostante Shirou e Archer siano la stessa persona con circuiti magici compatibili, il potere del braccio di uno Spirito Eroico non è qualcosa che un normale essere umano possa gestire. Non importa quanto Shirou sia compatibile con il braccio, non potrà usare le sue abilità senza che l'arto stesso alla fine lo inghiottisca, poiché il suo corpo è spiritualmente molto inferiore al braccio. Più che un arto può essere considerato come un'arma, ed è infatti definito come Artificial Phantasm (アーティフィシャル・ファンタズム人工的な幻想, Ātifisharu FantazumuJinkōtekina Gensō) nel titolo della scena in questione. Cede passivamente le abilità e l'esperienza in battaglia di Archer a Shirou anche mentre è incosciente, agendo come un'overdose di droghe che potenziano la forza, lasciandogli dimostrare capacità oltre i suoi limiti.

#### Sacra sindone di Martino
Per poter contrastare gli effetti del braccio, Kotomine dona a Shirou una Sacra Sindone, la Sindone di Martino (マルティーンの聖骸布, Marutin no Seigaifu?), che funge da sigillo per impedire ai circuiti di Archer di connettersi al corpo del ragazzo, poiché possiede la capacità di sigillare un determinato evento o riportarlo alla normalità. Si avvolge completamente attorno al suo braccio, ad eccezione delle dita, che inizialmente è completamente intorpidito, ma con il passare dei giorni acquista familiarità con il suo corpo e gli permette di condurre una vita normale. Sarebbe stato possibile amputarlo, o non trapiantarlo direttamente, ma ciò gli avrebbe tolto la sua unica arma possibile per sconfiggere Zouken.
Nonostante la Sindone rimuova i collegamenti tra i circuiti magici del corpo di Shirou e del braccio, Shirou prova molto dolore se non si concentra per formare una "barriera", così da tenere la "sostanza estranea" fuori dal suo corpo instabile quando il braccio reagisce alla sua forza magica e tenta di attivarsi.

#### Corpo di marionetta
Nella route Heaven's Feel, causa degli effetti del braccio di Archer impiantato nel suo corpo e dell'eccessivo uso dell'arte magica di proiezione, i suoi circuiti magici vengono distrutti e la sua morte è inevitabile anche per il Santo Graal. Illyasviel, però, tramite l'utilizzo di un'imperfetta terza vera magia, riesce a proteggere la sua anima inserendola in un contenitore. Normalmente, dare un contenitore o un corpo all'anima le permetterebbe di assumerne perfettamente la forma utilizzando i "geni dell'anima", piuttosto che quelli del corpo stesso. Il suo corpo viene ricostruito da una porzione di quello di Illyasviel, che lei dice essere di bassa qualità, per cui in termini di dimensioni non è per niente simile a quello originale. La sua forma non è di un corpo umano, ma è vagamente umanoide. Viene trovato da Rider, che utilizza il pendente di Rin come punto di riferimento per localizzarlo, e nonostante la sua forma esatta sia sconosciuta, è almeno abbastanza piccolo da essere "raccolto" dalle acque del fiume che scorre sul monte Enzou.
Non è un vero prodotto della terza vera magia, un essere di una dimensione superiore, ma ha invece la sua anima ancorata ad un contenitore. Per i primi sei mesi dal suo recupero, le sopravvissute alla quinta Guerra decidono di sperimentare varie idee per dargli un corpo appropriato, poiché nelle sue condizioni attuali non può semplicemente crescere. Non possedendo le risorse necessarie per formare il corpo di un omuncolo, per cui vendono i libri della famiglia Matou così da ottenere un corpo usato di una marionetta da Aozaki Touko. In questo stato è perfettamente umano, in quanto può ricevere cure mediche, bere medicine, essere ucciso, invecchiare e morire di vecchiaia, ma, come osservato da Rin, il suo corpo viene controllato dall'anima in remoto. La sua anima è fissata al corpo, per cui può essere paragonato ad un Servant che agisce senza Master.
Essendo il corpo già stato usato precedentemente, non è esente da problemi, ma nessun marionettista potrebbe produrne un altro simile. Rin vorrebbe incontrare nuovamente Touko e discuterne, ma la sua designazione di sigillatura rende il tutto molto complicato. La forza magica non scorre correttamente nel suo corpo, ma a Shirou non importa, poiché tutti gli altri aspetti sono migliori del suo corpo originale. L'anima sovrascriverà indipendentemente il corpo, per cui probabilmente ci saranno sempre malfunzionamenti ad alcune parti del suo corpo. Fortunatamente, Sakura sopperisce ai suoi circuiti magici molto deboli rifornendolo costantemente di forza magica per lei in eccesso, così da impedirgli di tornare al suo stato precedente. Nonostante questi inconvenienti, Rin crede che Shirou possa utilizzare l'Unlimited Blade Works con un po' di addestramento, e che il suo essere un esempio di successo della terza vera magia sia straordinario di per sé.

## Altre apparizioni
Nella serie manga spin-off Fate/kaleid liner Prisma Illya Shirou vive come un normale adolescente con la madre di Illya, Irisviel von Einzbern. Una versione alternativa proveniente da un mondo parallelo appare nel sequel Fate/kaleid liner Prisma Illya 3rei!!, Shirou è imprigionato dalla famiglia Ainsworth, chiedendo a Illya di prendersi cura di sua sorella, Miyu Edelfelt. Viene, poi, liberato dalla prigione da Gilgamesh e si unisce alla lotta contro gli Ainsworth, usando le sue tecniche magiche che indeboliscono il suo corpo. Riesce a sconfiggere Angelica Ainsworths ma viene quasi ucciso da una bambola di Sakura Matou controllata da Julian Ainsworth. Dopo la sua guarigione, Shirou si riunisce a Miyu e tornano a casa mentre spiegano ai loro alleati cosa sanno sui nemici. Il manga e il film anime Gekijōban Fate/kaleid liner Prisma Illya: Sekka no chikai mostrano le origini dello Shirou del mondo parallelo: figlio adottivo di Kiritsugu e fratello adottivo di Miyu, Shirou decise di prendersi cura di quest'ultima dopo la morte di Kiritsugu, la quale venne, poi, rapita da Julian. Guidato da Kirei Kotomine, Shirou decise di prendere parte alla Guerra del Santo Graal per proteggere Miyu dall'essere usata come sacrificio dagli Ainsworth. Quando il cadavere rianimato di Shinji Matou uccise Sakura per aver cercato di proteggere Shirou, lei lascia una "carta Archer" che concede a Shirou i poteri del suo futuro sé eroico, Archer, e dopo averla vendicata combatté contro i suoi nemici vincendo il conflitto. Usando le carte Shirou trasportò Miyu in un altro mondo per poi affrontare Angelica, e sebbene perse la battaglia venne imprigionato fu soddisfatto che sua sorella fosse al sicuro. Dopo che Shirou racconta a Illya il suo passato e quello di Miyu fa pace con Angelica, che diventa la persona da cui si sente attratto. Tuttavia, è costretto ad abbandonare il campo di battaglia quando Illya e Miyu notano che i poteri di Archer stanno consumando il suo spirito. Tuttavia, quando la bambola di Sakura sta per uccidere Rin, Shirou torna a combattere, usando il suo ultimo attacco magico per abbatterla e ripristinare la sua mente.
Sebbene non appaia nella serie (a differenza del suo sequel), Shirou interviene indirettamente nel climax di Lord El-Melloi II-sei no jikenbo poiché, durante il Grand Roll che si svolge lo stesso giorno in cui evoca Saber, salva simultaneamente e inavvertitamente Lord El-Melloi II e la sua apprendista Gray. L'evocazione provoca una reazione a catena a causa della connessione di Gray con il Re dei Cavalieri, facendo sì che il suo corpo si trasformi ancora di più in quello di Artoria e acquisisca da lei nuove abilità e poteri. Ciò ha permesso loro di superare un mostro sconosciuto nella Tomba Spirituale di Albion usando Rhongomyniad per accecarlo.
In Fate/strange Fake Shirou viene menzionato brevemente quando il Falso Caster racconta al suo Master, Orlando Reeve, di aver sentito storie di un mago con un talento nel copiare i Noble Phantasm. Suggerisce di contattarlo per assisterli nella loro futura battaglia con Gilgamesh ma Reeve rifiuta, poiché le armi copiate di Shirou sono più deboli delle originali e non avrebbe alcuna possibilità contro il Gate of Babylon.
Nell'universo di Fate/Apocrypha la Quarta Guerra del Santo Graal non è avvenuta, con Shirou che vive ancora a Fuyuki con il proprio cognome originale invariato. Ha una personalità retta e onesta, trascorrendo le giornate con un tono da commedia amorosa insieme a Rin e Sakura.
In Fate/Grand Order il corpo di Shirou diviene l'involucro per l'evocazione di Senji Muramasa, il quale diventa uno Pseudo-Servant di classe Saber. Muramasa teorizza che Shirou è stato scelto perché possiede un corpo e una mente simili ai suoi, così come condividono lo stile di vita e una fine simile, ipotizzando che si tratti di un suo discendente. Sebbene affermi di essere un semplice fabbro - tanto da possedere l'abilità di classe Creazione del territorio con cui manifesta la sua fucina - e di non avere grandi strategie militari è, comunque, un combattente molto potente e abile. Il suo Noble Phantasm è Tsumukari Muramasa, in cui crea un Reality Marble simile all'Unlimited Blade Works ma dove le spade si frantumano per poi unirsi in quella che Muramasa ritiene la katana definitiva: una replica del costrutto divino Kusanagi-no-Tsurugi, la spada del dio Susanoo-no-Mikoto in grado di tagliare il tempo, lo spazio e perfino il destino. Un'altra versione di Muramasa viene evocata come uno dei sette apostoli del Mondo alieno di classe Alter Ego, e, come tale, è un High Servant nel cui Saint Graph sono impressi gli Spiriti divini di Höðr, il dio che causò inavvertitamente il Crepuscolo degli dèi - rendendo Muramasa specializzato nel combattere contro le divinità -, e lo stesso Susanoo.

## Accoglienza
Nella prima classica di gradimento ufficiale dei personaggi di Fate/stay night datata 2004 Shirō arrivo alla settima posizione, due anni dopo all'undicesima mentre per il Type-Moon's 10th Anniversary Character Poll è stata eletto al dodicesimo posto tra i migliori personaggi di Type-Moon.

### Critica
Gen Urobuchi crede che il rapporto tra Shirō e Saber non sia un normale rapporto tra un ragazzo ed una ragazza, ma una relazione complicata con un ragazzo che è diventato una ragazza. Secondo lui non è un rapporto alimentato dall'istinto come in una relazione tra un uomo e una donna, ma è una storia d'amore tra due persone che hanno bisogno l'uno dell'altra dal profondo del loro cuore. Crede che la route Fate avrebbe potuto essere raccontata attraverso le antiche concezioni greche dell'amore. Secondo lui, la vera eroina di Fate/stay night è Rin Tohsaka, perché la sua relazione con Shirō è la più realistica. Nella route Unlimited Blade Works viene rappresentata una relazione paritaria, con una donna che è diventata più forte dell'uomo. Rin e Shirō combattono reciprocamente le loro debolezze con la loro unica forza. Inoltre, la storia d'amore con Sakura esprime i lati oscuri delle donne, mentre le azioni di Shirō mostrano che possono accettarli e amarle a prescindere.
Il giornalista della testata Mania Entertainment, Chris Beveridge, ha lodato il personaggio di Shirō esaltandone la contorta psicologia e soprattutto il rapporto con Saber nella route Fate analizzando come il loro gioco di squadra mostri un interessante linguaggio corporeo di domanda e risposta, azzardando l'idea che il loro sia più un rapporto fisico che psicologico. Mentre il giornalista di IGN, Jeff Harris ha affermato che la storia d'amore con Saber rappresenti il vero motore trainante della trama e mezzo grazie alla quale i personaggi evolvono nel loro carattere.